# Conn-Selmer

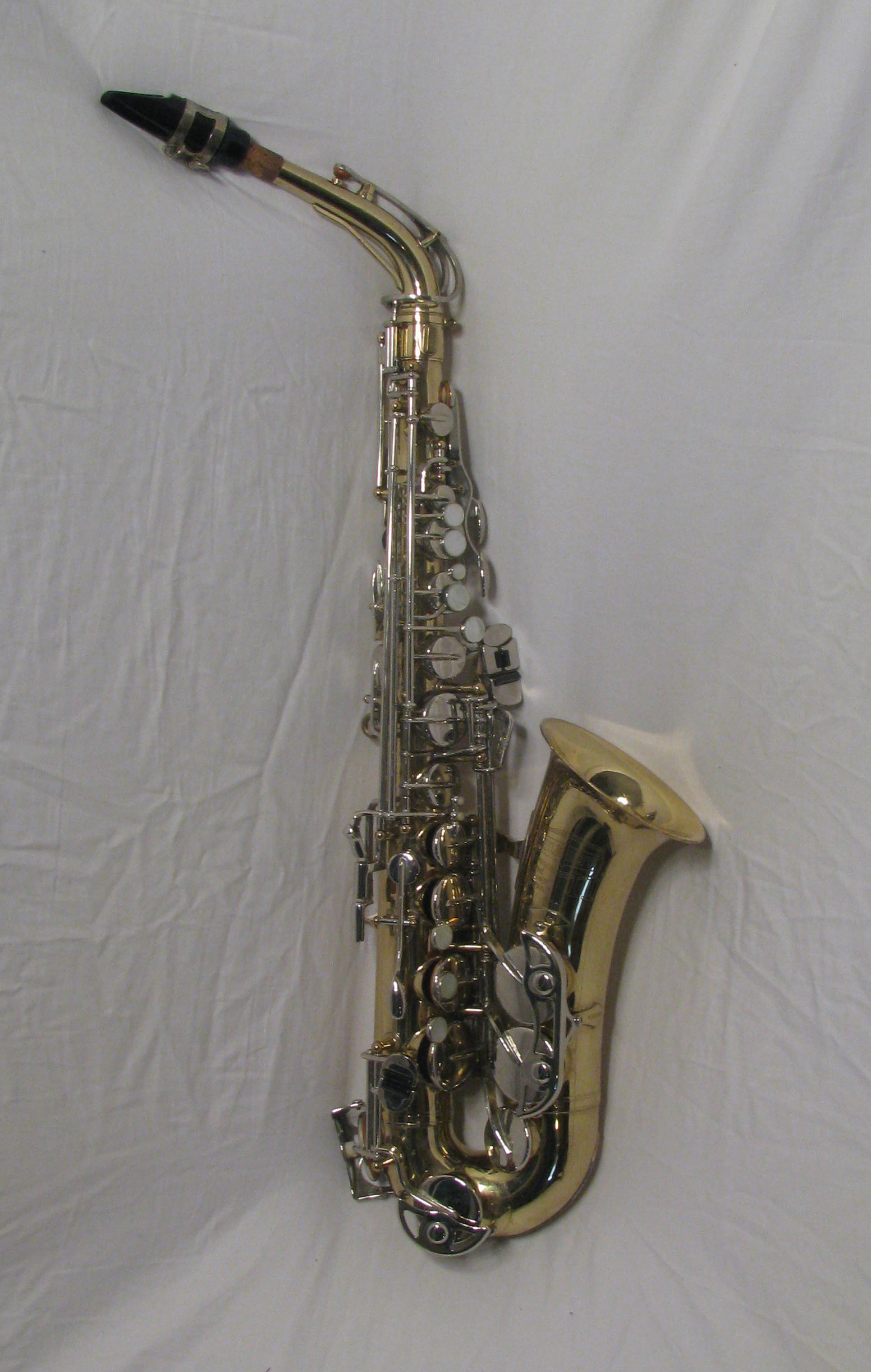
Selmer Bundy II Altsaxofon

Selmer (egentligen Conn-Selmer, Inc) är en amerikansk tillverkare och distributör av musikinstrument. Företaget är dotterbolag till Steinway Musical Instruments, Inc och skapades 2003 efter att Steinway köpt företagen The Selmer Company och C.G. Conn. Conn-Selmer är den största tillverkaren av orkesterinstrument i USA.

## The Selmer Company
Selmer (egentligen The Selmer Music Company) var instrumentmakare och distributörer av musikinstrument. Företaget startades i Paris i början av 1900-talet, och var kända för sina högkvalitativa träblåsinstrument, framförallt klarinetter och saxofoner.

### Historia
I slutet av 1800-talet utexaminerades bröderna Alexandre och Henri Selmer från Conservatoire de Paris som klarinettister. Vid denna tid var instrument och tillbehör huvudsakligen handgjorda, och musiker fann sig därför tvungna att tillägna sig kunskaper för att själv kunna underhålla och reparera sina instrument. Henri visade sig ha god talang för detta, och ganska snart övergav han delvis sin egen musikerkarriär för att starta en instrumentbutik och verkstad i Paris där han även tillverkade klarinetter.
Under tiden hade Alexander flyttat till USA där han arbetade som försteklarinettist i Boston Symphony Orchestra, Cincinnati Symphony Orchestra och New York Philharmonic Orchestra från 1895 till 1910. Efter att Henri börjat tillverka klarinetter startade Alexandre en affär i New York för att sälja sin brors instrument och tillbehör i USA under namnet Selmer. Selmers instrument vann snart ryktbarhet genom att vinna en guldmedalj för sina klarinetter vid 1904 års världsutställning i St. Louis. 1918 återvände Alexandre till Paris för att arbeta med familjeföretaget och lämnade USA-verksamheten till George Bundy, en av de anställda. Bundy utvecklade återförsäljnings- och distributionsdelen av verksamheten och började föra instrument från andra tillverkare såsom Vincent Bach Corporation, C.F. Martin & Company och Ludwig-Musser. Han utvidgade dessutom företagets egen instrumenttillverkning till att även omfatta flöjter för vilket han engagerade den unge lovande instrumentmakaren Kurt Gemeinhardt från Tyskland.
1927 eller 1928 köpte Bundy den amerikanska delen av Selmer från det franska moderbolaget och döpte verksamheten till Selmer USA. Även om Selmer USA och Henri Selmer Co tekniskt sett var oberoende av varandra fortsatte de att vara exklusiva distributörer av varandras produkter för sina marknader. Det franska företaget koncentrerade sig på dyra kvalitetsinstrument för professionella musiker medan det amerikanska företaget mer och mer gick över till massproduktion av billigare instrument för amatörer och elever. Många av de billigare amerikanska instrumenten såldes under märkesnamnet Bundy som inregistrerades 1941. Vid samma tid började Selmer USA tillverka plastinstrument, till exempel den gjutna plastklarinetten ""Bundy Resonite 1400".
Efter ett kortare uppehåll i verksamheten under andra världskriget fick Selmer USA ett stort uppsving i och med baby-boomen under 1960- och 1970-talen. Detta utnyttjade Selmer till att köpa upp andra instrumenttillverkare såsom 
Vincent Bach Corporation (mässingsinstrument) 1961, Glasel String Instrument Service (fioler), slagverkstillverkaren Ludwig-Musser och Lesher Woodwind Company (oboer och fagotter) 1967.

### Selmer UK
En delvis oberoende gren av Selmer startades i London 1928 av två bröder, Ben och Lew Davis. De tillverkade inte instrument själva utan fokuserade framförallt på licensiering, import och distribution av instrument och 1939 hade de blivit det största företaget inom brittisk musikindustri.

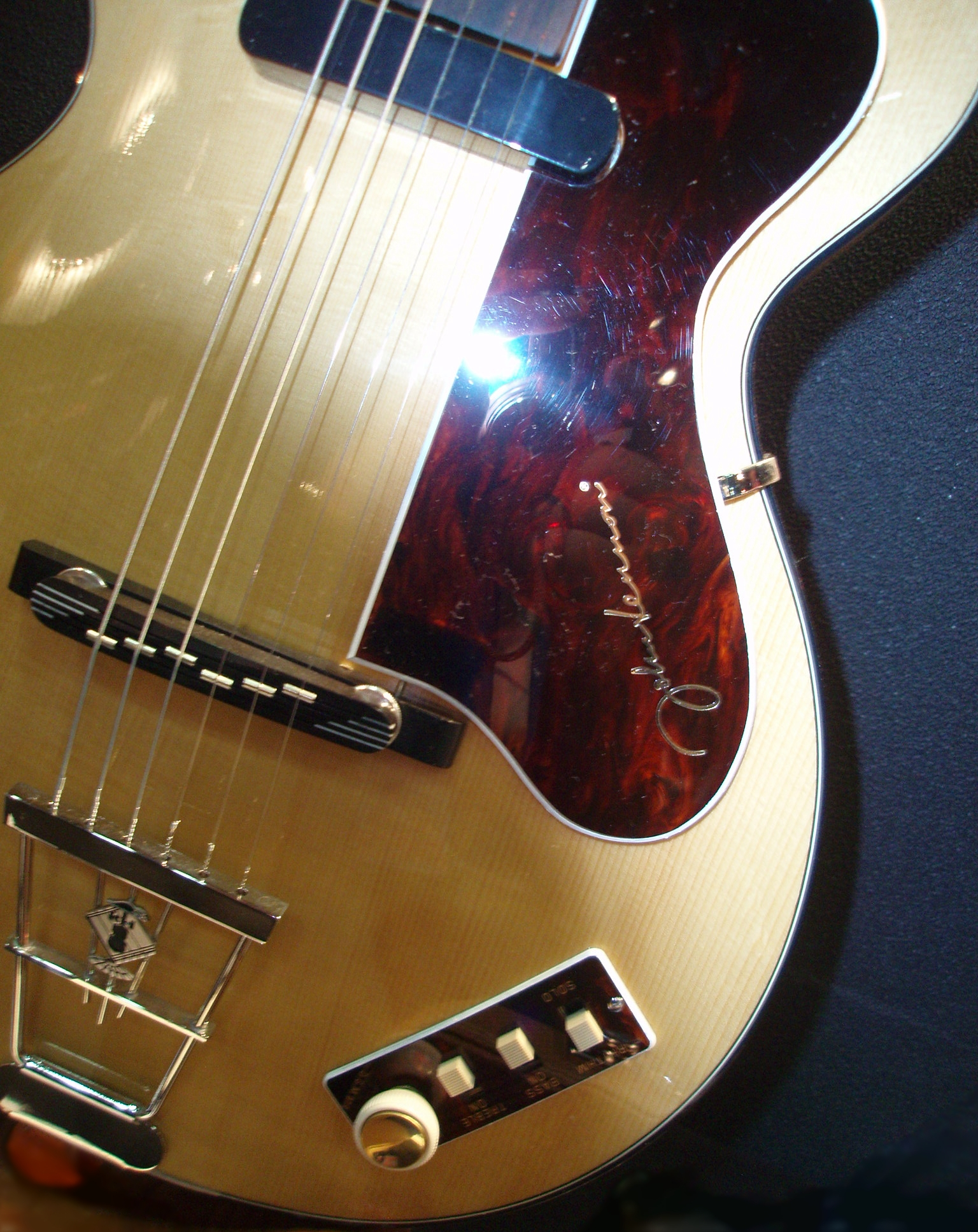
Höfner Club40 John Lennon Edition

1935 började Selmer UK producera förstärkarsystem, och 1946 köpte de företaget RSA för att ytterliga stärka denna del av verksamheten. 1951 tillverkade de elorglar och 1955 fick de exklusiv rätt att tillverka Lowrey-orglar och Leslie högtalare för orglar. Vid intåget av skiffle och Rock'n'roll i mitten av femtiotalet började Selmer även producera gitarr- och basförstärkare med viss framgång och i början av sextiotalet var de marknadsledande i England. Populära grupper som The Shadows och The Beatles stödde emellertid konkurrenten Vox och Selmer förpassades snart till en avlägsen andraplats. Efter några ljumma försök att vinna stöd från popmusiker drog de sig allt mer tillbaka från popscenen för att fokusera på "riktig" musik - ett beslut som skulle visa sig vara början till slutet för Selmer UK.
Från tidigt femtiotal till början av sjuttiotalet var företaget huvudagent för Höfners gitarrer. 1967 tillverkade Höfner en serie halvakustiska och akustiska gitarrer som såldes under namnet Selmer med Selmers logotyp ett speciellt utformat ändstycke. Modellerna hette Astra, Emperor, Diplomat, Triumph och Arizona Jumbo. De var också agent för Hagströms gitarrer vilka såldes under namnet Selmer Futurama, eller bara Futurama. Hagström producerade till och med en modell exklusivt för Selmer mellan åren 1962 och 1965 på begäran av Ben Davis kallad Futurama Automatic som en blandning av Impala och Corvettemodellerna. 
I början av sjuttiotalet köptes Selmer UK av Chicago Musical Instruments, samma företag som då ägde gitarrtillverkaren Gibson, vars gitarrer Selmer distribuerade i Storbritannien. Vid den här tiden dominerade Marshall marknaden för gitarrförstärkare och Selmers produktionsanläggning var en stor finansiell belastning för företaget. Deras förstärkare uppfattades som reliker från femtiotalet och företaget beslöt att flytta tillverkningen till billigare lokaler utanför Essex samtidigt som man försökte rationalisera tillverkningen med närmast katastrofalt resultat.
Efter att ha bytt ägare flera gånger styckades företaget av bit för bit och upplöstes till slut i början av åttiotalet.